# UNC13B
UNC13B‏ (Unc-13 homolog B) هوَ بروتين يُشَفر بواسطة جين UNC13B في الإنسان.